# ملعب بروفيدانس
ملعب بروفيدانس هو ملعب متعدد الاستخدام يقع في جورج تاون عاصمة غيانا . غالبا ما يتم استخدامه لمباريات كرة القدم . يسع الملعب لجلوس 15 ألف متفرج . تم افتتاح الملعب في 22 مارس 2008 .